# Комо, Росселла
Росселла Комо (ит. Rossella Como; Рим, 29 января 1939 года — Рим, 20 декабря 1986 года) — итальянская актриса.

## Биография и карьера
Она дебютировала очень молодой в небольшой, но интересной роли в фильме Дино Ризи «Бедные, но красивые» (1957). С тех пор она исполнит огромное количество ролей в комедийных фильмах («Бабушка Сабелла» (La nonna Sabella), 1957; «Лаццарелла» (Lazzarella), 1957; «Я, маммета и ты» (Io, mammeta e tu), 1958), в которых, однако, она слишком часто ограничивалась характером красивой, но недалекой и раздражительной девушки, роль, за которую её очень ценят, благодаря непринуждённой игре и живой иронии.
В шестидесятые годы также активно работает в театре (в 1965 году она сотрудничает с Амедео Наццари в комедии «Они похитили президента», написанную Дино Верде), и режиссёры начинают доверять ей самые ценные роли в фильмах, таких как «8 и 1/2» (1963), режиссёра Федерико Феллини, и «Я женился на тебе от радости» (1967), Лучано Сальче. Её успех позволил ей представить все шоу итальянского тура Битлз в 1965 году вместе с Сильвио Ното.
В начале семидесятых актриса уже начала уменьшать свои кинообязательства. В 1973 году она успешно представила на сцене шоу, которое она сама создала, «Рим, Любовь», в котором она предложила исполнить римские народные песни вместе с песнями Трилуссы и Пазолини. Актриса возьмет этот сольный концерт в длительный тур по Латинской Америке.
В 1983 году Росселла Комо блестяще возвращается на экран, сыграв мать Кристиана де Сика, в комедии «Рождественские каникулы», режиссёра Карло Вандзина.
Она умерла в возрасте сорока семи лет от рака.

## Фильмография
- Бедные, но красивые, режиссер Дино Ризи (1956)/Poveri ma belli, режиссер Dino Risi (1956)
- Орландо и паладины Франции, режиссер Пьетро Франчиши (1956)/Orlando e i Paladini di Francia, режиссерPietro Francisci (1956)
- Бабушка Сабелла, Дино Ризи (1957)/La nonna Sabella, режиссер Dino Risi (1957)
- Лаццарелла, режиссер Карло Людовико Брагалья (1957) /Lazzarella, режиссер Carlo Ludovico Bragaglia (1957)
- Я, маммета и ты, режиссер Карло Людовико Брагалья (1958)/ Io, mammeta e tu, режиссер Carlo Ludovico Bragaglia (1958)
- Золотые ножки, режиссер Тури Вазиле и Антонио Маргерити (1958)/Gambe d’oro, режиссер Turi Vasile e Antonio Margheriti (1958)
- Кармела — кукла, режиссер   Джанни Пуччини (1958)/ Carmela è una bambola, режиссер Gianni Puccini (1958)
- Капрал дня, режиссер Карло Людовико Брагалья (1958)/ Caporale di giornata, regia di Carlo Ludovico Bragaglia (1958)
- Прощай, Рим, режиссер Рой Роуланд (1958)/Arrivederci Roma, regia di Roy Rowland (1958)
- Любовь родилась в Риме, режиссер Марио Амендола (1958)/ L’amore nasce a Roma, regia di Mario Amendola (1958)
- Моряки, женщины и неприятности, режиссер Джорджо Симонелли (1958)
- Вероломные… но красивые!, режиссер Джорджо Симонелли (1959)/Perfide… ma belle!, режиссер Giorgio Simonelli (1959)
- Любовь Геракла, режиссер Карло Людовико Брагаглья (1960)/Gli amori di Ercole, режиссер Carlo Ludovico Bragaglia (1960)
- Какая женщина !! и … какие доллары!, режиссер Джорджо Симонелли (1961)/Che femmina!! e… che dollari!, режиссер Giorgio Simonelli (1961)
- Охотники за приданым, режиссер Марио Амендола (1961)/Cacciatori di dote, режиссер Mario Amendola (1961)
- Кровь и вызов, режиссер Ник Ностро (1962)/Il sangue e la sfida, режиссер Nick Nostro (1962)
- Золотая рыбка и серебряные бикини, режиссер Карло Вео (1962)/Pesci d’oro e bikini d’argento, режиссер Carlo Veo (1962)
- Нерон '71, режиссер Филиппо Вальтер Ратти (1962)/Nerone '71, режиссер Filippo Walter Ratti (1962)
- Самый короткий день, режиссер Серджио Корбуччи (1962)/ Il giorno più corto, режиссер Sergio Corbucci (1962)
- Сорок, но их не демонстрирует, режиссер Пеппино де Филиппо (1963)/Quaranta ma non li dimostra, режиссер Peppino De Filippo (1963)
- Тото́ против четверых, режиссер Стено (1963)/Totò contro i quattro, режиссер Steno (1963)
- Беззаботный, режиссер Дино Верде (1963)/Scanzonatissimo, режиссер Dino Verde (1963)
- Кукла, Режиссер Джузеппе Орландини(1963)/La pupa, regia di Giuseppe Orlandini (1963)
- 8½, режиссер Федерико Феллини (1963)/8½, режиссер Federico Fellini (1963)
- Великолепный авантюрист, режиссер Риккардо Фрида (1963)/Il magnifico avventuriero, режиссер Riccardo Freda (1963)
- Песни, хулиганы и куколки, режиссер Карло Инфашелли (1964)/Canzoni, bulli e pupe, режиссер Carlo Infascelli (1964)